# Yahya ibn Úmar al-Lamtuní
Yahya ibn Úmar ibn Talakakin al-Lamtuní (àrab: يحيى بن عمر اللمتوني, Yaḥyà b. ʿUmar al-Lamtūnī) (?-1056) fou xeic de la tribu amaziga dels Lamtuna i cap dels almoràvits.
Va abraçar els principis dels almoràvits establerts per Abd-Al·lah ibn Yassín al-Ghazulí al seu ribat a la costa del que avui dia es Mauritània. Centenars de gudales, lamtunes i massufes hi van anar en massa per aprendre, i haurien fet algunes ràtzies contra els sanhaja veïns i aliances amb xeics musulmans com Warjabi ibn Rabis al Takrur, però inicialment no devia ser molt important perquè els historiadors com Ibn al-Athir ni l'esmenten i al-Bakrí es limita a parlar de la seva fundació amb el nom d'Aratnanna.
Ibn Yassín va tenir la direcció política, administrativa i econòmica del moviment on cada vegada els lamtuna van tenir més influència. Encara que una vegada Yahya ibn Úmar al-Lamtuní fou fuetejat per Ibn Yassín per alguna infracció religiosa, se li va acabar confiant la direcció militar del moviment amb títol d'amir al-Muslimin.
L'exèrcit dels murabitun es va enfrontar als gudala a la batalla de Tabfarilla a la regió del modern Riu d'Or. Va aconseguir una victòria pírrica en la qual Yahya va morir, però es va considerar important perquè va suposar la primera gran victòria i perquè va marcar la separació del moviment dels gudales (1056). Abu-Bakr ibn Úmar al-Lamtuní va ocupar el lloc del seu germà.